# Antipater Etesias af Makedonien
Antipater Etesias (? – efter 279 f.Kr.) var konge af Makedonien i et par måneder i 279 f.Kr.
Antipater var nevø til den tidligere makedonske konge, Kassander, og kom til magten efter afsættelsen af Meleager, efterfølgeren til Ptolemaios Keraunos. Det makedonske kongerige var kastet ud i kaos efter Ptolemaios Keraunos' død ved kelternes invasion af området. Tiden krævede en stærk konge og dette var Antipater tilsyneladende ikke og han blev efter et par måneder som konge myrdet af fætteren Sosthenes, der efterfulgte ham som konge.
Makedonerne gav ham tilnavnet 'Etesias' efter den etesiske vind der blæste i hans korte regeringstid.